# Meister des Annenaltares
Als Meister des Annenaltares wird der niederösterreichische Bildhauer und Bildschnitzer bezeichnet, der um 1511 oder 1513 ein Steinretabel, den sogenannten Annenaltar geschaffen hat. Der namentlich nicht bekannte Künstler gehört zu den wichtigsten Bildhauern der Frührenaissance in Österreich. Sein Werk steht am Übergang der Spätgotik in die neue Kunstepoche der Frührenaissance und zeigt Einflüsse aus der Kunst der Renaissance in Oberitalien und Süddeutschland.
In Wien und Umgebung sind einige Steinaltäre der Renaissance zu finden. Der Annenaltar wird zu den hervorragenden Beispielen dieser Gattung im deutschsprachigen Raum gezählt. Mit der ersten Türkenbelagerung Wiens im Jahre 1529 geht die frühe Phase der Wiener Renaissance zu Ende und auch der Meister des Annenaltares hat danach keine weiteren Werke geschaffen.
Der Annenaltar befand sich bis 1934 in der Gruft der Augustinerkirche in Wien. Heute findet man den Altar in der Andreaskapelle des Erzbischöflichen Palais in Wien, der Residenz der Wiener Bischöfe und Erzbischöfe.
Dem Meister des Annenaltares werden durch Stilvergleich einige weitere Werke zugeschrieben, so zum Beispiel die bemalte Figur aus Lindenhoz einer Hl. Katharina von Alexandrien im Germanischen Nationalmuseum Nürnberg.